# Transports en commun de Villeneuve-sur-Lot
Élios est le réseau de transport en commun qui dessert la Communauté d'agglomération du Grand Villeneuvois depuis le 7 juillet 2014. Ce réseau est géré par Transdev Urbain Grand Villeneuvois.

## Historique

### Interval
Créé en 2000, le réseau de transport en commun du Grand Villeneuvois, dont la marque commerciale était Interval, desservait Villeneuve-sur-Lot ainsi que Bias et Pujols.
Le Réseau Interval était composée de 5 lignes principales et 6 lignes secondaires.

### Elios
Le réseau Elios a été mis en place au 7 juillet 2014. Il remplace le réseau Interval et s'accompagne d'une nouvelle charte graphique. Côté Matériel, trois Heuliez GX 327 d'occasion en provenance de l'Aéroport de Nice-Côte d'Azur sont mis en service à la rentrée. Ils sont prévus pour ne rouler qu'en heure de pointe sur les lignes principales du réseau en période scolaire.
Le nouveau réseau se compose de 4 lignes principales, toutes basées à Villeneuve-sur-Lot (1 à 4), 8 lignes secondaires scolaires (S1 à S8), 4 lignes scolaires (NS1 à NS4) couvrant l'ensemble du territoire de l'agglomération ainsi qu'un service TAD découpé sur trois zones (Villeneuve, Sainte-Livrade et Laroque). Enfin, un service de location de vélos, baptisé V'Elios, sera mis en service le 15 septembre 2014.
Le 7 avril 2018, le réseau Elios devient gratuit pour les usagers. À cette occasion la navette gratuite du Parc des Expositions est désormais intégré à la ligne principale 1
L'Agglomération Villeneuvoise envisage également la solution au GNV pour leurs futurs véhicules.

### Historique du logo

Logo de 2000 à 2014
Logo de 2014 à 2020
Logo depuis 2020

## Réseau

### Lignes principales
| Ligne | Caractéristiques | Caractéristiques                                                                 | Caractéristiques                                                                 | Caractéristiques                                                                 | Caractéristiques                                                                 | Caractéristiques                                                                 | Caractéristiques                                                                 | Caractéristiques                                                                 | Caractéristiques                                                                 |
| 1     | Villeneuve-sur-Lot — Pôle de Santé ⥋ Bias — Capel | Villeneuve-sur-Lot — Pôle de Santé ⥋ Bias — Capel                                | Villeneuve-sur-Lot — Pôle de Santé ⥋ Bias — Capel                                | Villeneuve-sur-Lot — Pôle de Santé ⥋ Bias — Capel                                | Villeneuve-sur-Lot — Pôle de Santé ⥋ Bias — Capel                                | Villeneuve-sur-Lot — Pôle de Santé ⥋ Bias — Capel                                | Villeneuve-sur-Lot — Pôle de Santé ⥋ Bias — Capel                                | Villeneuve-sur-Lot — Pôle de Santé ⥋ Bias — Capel                                | Villeneuve-sur-Lot — Pôle de Santé ⥋ Bias — Capel                                |
| ----- | --- | -------------------------------------------------------------------------------- | -------------------------------------------------------------------------------- | -------------------------------------------------------------------------------- | -------------------------------------------------------------------------------- | -------------------------------------------------------------------------------- | -------------------------------------------------------------------------------- | -------------------------------------------------------------------------------- | -------------------------------------------------------------------------------- |
| 1     | Ouverture / Fermeture 1er septembre 2020 / — | Longueur —                                                                       | Durée 26 min                                                                     | Nb. d’arrêts 20                                                                  | Matériel —                                                                       | Jours de fonctionnement L, Ma, Me, J, V, S                                       | Jour / Soir / Nuit / Fêtes O / N / N / N                                         | Voy. / an —                                                                      | Exploitant TUGV                                                                  |
| 1     | Desserte : - Villes et lieux desservis : Villeneuve-sur-Lot : (Pôle de Santé, Courbiac, Romas, Parasol, Malraux, Fontanelles, Parc des Expositions / Anatole France, Sainte-Catherine, Égalité, Saint-Cyr, Poste, Révolution, Gare Routière, Voltaire, Neustadt, Bordeneuve ) Bias : (Glady, Labouchère, Ponservat, Capel) - Gares desservies : Gare de Villeneuve-sur-Lot |                                                                                  |                                                                                  |                                                                                  |                                                                                  |                                                                                  |                                                                                  |                                                                                  |                                                                                  |
| 1     | Autre : - Arrêts non accessibles aux UFR : — - Fréquences (Heures Pointe/ Heures Creuses) : HP 20 min / HC 30 min - Particularités : - Desserte de l'arrêt Courbiac uniquement en période scolaire. - Date de dernière mise à jour : 28 août 2023. |                                                                                  |                                                                                  |                                                                                  |                                                                                  |                                                                                  |                                                                                  |                                                                                  |                                                                                  |
| 1     | Dernière actualisation : — |                                                                                  |                                                                                  |                                                                                  |                                                                                  |                                                                                  |                                                                                  |                                                                                  |                                                                                  |
| 2     | Villeneuve-sur-Lot — ZI Labarbière ⥋ Bias — Ecole de Bias | Villeneuve-sur-Lot — ZI Labarbière ⥋ Bias — Ecole de Bias                        | Villeneuve-sur-Lot — ZI Labarbière ⥋ Bias — Ecole de Bias                        | Villeneuve-sur-Lot — ZI Labarbière ⥋ Bias — Ecole de Bias                        | Villeneuve-sur-Lot — ZI Labarbière ⥋ Bias — Ecole de Bias                        | Villeneuve-sur-Lot — ZI Labarbière ⥋ Bias — Ecole de Bias                        | Villeneuve-sur-Lot — ZI Labarbière ⥋ Bias — Ecole de Bias                        | Villeneuve-sur-Lot — ZI Labarbière ⥋ Bias — Ecole de Bias                        | Villeneuve-sur-Lot — ZI Labarbière ⥋ Bias — Ecole de Bias                        |
| 2     | Ouverture / Fermeture 1er septembre 2020 / — | Longueur —                                                                       | Durée 24 min                                                                     | Nb. d’arrêts 24                                                                  | Matériel —                                                                       | Jours de fonctionnement L, Ma, Me, J, V, S                                       | Jour / Soir / Nuit / Fêtes O / N / N / N                                         | Voy. / an —                                                                      | Exploitant TUGV                                                                  |
| 2     | Desserte : - Villes et lieux desservis : Villeneuve-sur-Lot :( Z.I. Labarbière, l'Oustal, ZI la Boulbène, ZAC du Villeneuvois, Saint Sulpice, Marché-Gare, Virebeau, Barbusse, Poivre, Crochepierre, Gare Routière, Voltaire, Danton, Verdun, Descartes, Saint-Étienne, Léo Lagrange) Bias : (Tiers, Collebrune, Roudil, Ecole de Bias, Salle des Fêtes, l'Oustalet, Cité d'Astor) - Gares desservies : Gare de Villeneuve-sur-Lot |                                                                                  |                                                                                  |                                                                                  |                                                                                  |                                                                                  |                                                                                  |                                                                                  |                                                                                  |
| 2     | Autre : - Arrêts non accessibles aux UFR : — - Fréquences (Heures Pointe/ Heures Creuses) : HP 50 min / HC 50 min - Particularités : 2 bus aux horaires importants * - Date de dernière mise à jour : 28 août 2023. |                                                                                  |                                                                                  |                                                                                  |                                                                                  |                                                                                  |                                                                                  |                                                                                  |                                                                                  |
| 2     | Dernière actualisation : — |                                                                                  |                                                                                  |                                                                                  |                                                                                  |                                                                                  |                                                                                  |                                                                                  |                                                                                  |
| 3     | Villeneuve-sur-Lot — Moulin de Madame ⥋ Pujols — Lafayette | Villeneuve-sur-Lot — Moulin de Madame ⥋ Pujols — Lafayette                       | Villeneuve-sur-Lot — Moulin de Madame ⥋ Pujols — Lafayette                       | Villeneuve-sur-Lot — Moulin de Madame ⥋ Pujols — Lafayette                       | Villeneuve-sur-Lot — Moulin de Madame ⥋ Pujols — Lafayette                       | Villeneuve-sur-Lot — Moulin de Madame ⥋ Pujols — Lafayette                       | Villeneuve-sur-Lot — Moulin de Madame ⥋ Pujols — Lafayette                       | Villeneuve-sur-Lot — Moulin de Madame ⥋ Pujols — Lafayette                       | Villeneuve-sur-Lot — Moulin de Madame ⥋ Pujols — Lafayette                       |
| 3     | Ouverture / Fermeture 1er septembre 2020 / — | Longueur —                                                                       | Durée 21 min                                                                     | Nb. d’arrêts 20                                                                  | Matériel —                                                                       | Jours de fonctionnement L, Ma, Me, J, V, S                                       | Jour / Soir / Nuit / Fêtes O / N / N / N                                         | Voy. / an —                                                                      | Exploitant TUGV                                                                  |
| 3     | Desserte : - Villes et lieux desservis : Villeneuve-sur-Lot (Moulin de Madame, Marès, De Foucault, Beaulieu, Colbert, 14 Juillet, Hôtel de Ville, Libération, Poste, Révolution, Gare Routière, Coquard, Debussy, George Sand, Malbentre, Les Portes de Pujols, Salban, Lafayette, Peyrat, Terrasses, Mairie de Pujols) - Gares desservies : Gare de Villeneuve-sur-Lot |                                                                                  |                                                                                  |                                                                                  |                                                                                  |                                                                                  |                                                                                  |                                                                                  |                                                                                  |
| 3     | Autre : - Arrêts non accessibles aux UFR : — - Fréquences (Heures Pointe/ Heures Creuses) : HP 50 min / HC 1h45 min - Particularités : - Date de dernière mise à jour : 28 août 2023. |                                                                                  |                                                                                  |                                                                                  |                                                                                  |                                                                                  |                                                                                  |                                                                                  |                                                                                  |
| 3     | Dernière actualisation : — |                                                                                  |                                                                                  |                                                                                  |                                                                                  |                                                                                  |                                                                                  |                                                                                  |                                                                                  |
| 4     | Villeneuve-sur-Lot — Plein Sud-Eysses ⥋ Villeneuve-sur-Lot — LPO Lot-et-Bastides | Villeneuve-sur-Lot — Plein Sud-Eysses ⥋ Villeneuve-sur-Lot — LPO Lot-et-Bastides | Villeneuve-sur-Lot — Plein Sud-Eysses ⥋ Villeneuve-sur-Lot — LPO Lot-et-Bastides | Villeneuve-sur-Lot — Plein Sud-Eysses ⥋ Villeneuve-sur-Lot — LPO Lot-et-Bastides | Villeneuve-sur-Lot — Plein Sud-Eysses ⥋ Villeneuve-sur-Lot — LPO Lot-et-Bastides | Villeneuve-sur-Lot — Plein Sud-Eysses ⥋ Villeneuve-sur-Lot — LPO Lot-et-Bastides | Villeneuve-sur-Lot — Plein Sud-Eysses ⥋ Villeneuve-sur-Lot — LPO Lot-et-Bastides | Villeneuve-sur-Lot — Plein Sud-Eysses ⥋ Villeneuve-sur-Lot — LPO Lot-et-Bastides | Villeneuve-sur-Lot — Plein Sud-Eysses ⥋ Villeneuve-sur-Lot — LPO Lot-et-Bastides |
| 4     | Ouverture / Fermeture 1er septembre 2020 / — | Longueur —                                                                       | Durée 21 min                                                                     | Nb. d’arrêts 19                                                                  | Matériel —                                                                       | Jours de fonctionnement L, Ma, Me, J, V, S                                       | Jour / Soir / Nuit / Fêtes O / N / N / N                                         | Voy. / an —                                                                      | Exploitant TUGV                                                                  |
| 4     | Desserte : - Villes et lieux desservis : Villeneuve-sur-Lot (Plein Sud-Eysses, Clos des Pins, Paga, Acacias, Eysses, Pasteur, Bourgade, De Gaulle, Victor Hugo, Libération, Poste, Révolution, Gare Routière, Parc François Mitterrand, Carrère, Stade Myre Mory (direction LPO Lot-et-Bastides), LPO Lot-et-Bastides, Rooy, LPO Lot-et-Bastides) - Gares desservies : Gare de Villeneuve-sur-Lot |                                                                                  |                                                                                  |                                                                                  |                                                                                  |                                                                                  |                                                                                  |                                                                                  |                                                                                  |
| 4     | Autre : - Arrêts non accessibles aux UFR : — - Fréquences (Heures Pointe/ Heures Creuses) : HP 50 min / HC 1h45 min - Particularités : - Date de dernière mise à jour : 28 août 2023. |                                                                                  |                                                                                  |                                                                                  |                                                                                  |                                                                                  |                                                                                  |                                                                                  |                                                                                  |
| 4     | Dernière actualisation : — |                                                                                  |                                                                                  |                                                                                  |                                                                                  |                                                                                  |                                                                                  |                                                                                  |                                                                                  |
| 6     | Villeneuve-sur-Lot — Gare ⥋ Villeneuve-sur-Lot — Gare | Villeneuve-sur-Lot — Gare ⥋ Villeneuve-sur-Lot — Gare                            | Villeneuve-sur-Lot — Gare ⥋ Villeneuve-sur-Lot — Gare                            | Villeneuve-sur-Lot — Gare ⥋ Villeneuve-sur-Lot — Gare                            | Villeneuve-sur-Lot — Gare ⥋ Villeneuve-sur-Lot — Gare                            | Villeneuve-sur-Lot — Gare ⥋ Villeneuve-sur-Lot — Gare                            | Villeneuve-sur-Lot — Gare ⥋ Villeneuve-sur-Lot — Gare                            | Villeneuve-sur-Lot — Gare ⥋ Villeneuve-sur-Lot — Gare                            | Villeneuve-sur-Lot — Gare ⥋ Villeneuve-sur-Lot — Gare                            |
| 6     | Ouverture / Fermeture 2 mai 2023 / — | Longueur —                                                                       | Durée 59 min                                                                     | Nb. d’arrêts 31                                                                  | Matériel —                                                                       | Jours de fonctionnement L, Ma, Me, J, V, S                                       | Jour / Soir / Nuit / Fêtes O / N / N / N                                         | Voy. / an —                                                                      | Exploitant TUGV                                                                  |
| 6     | Desserte : - Villes et lieux desservis : Villeneuve-sur-Lot (Gare, Voltaire,Danton,14 Juillet, Beaulieu,De Foucault, Marès, Moulin de Madame); Lédat (Caguerieux, Campagnac); Casseneuil (France Prune, La Bascule, Bourg, Bellerive); Sainte-Livrade (lycée Étienne Restat, Rue du Collège, Sainte Marie, Siguenza, Ecole Jasmin, Stade); Allez-et-Cazeneuve (Cazalis, Laplage, Paren); Bias (Capel, Ponservat,Labouchère, Glady); Villeneuve-sur-Lot (Bordeneuve, Neustadt, Voltaire, Gare) - Gares desservies : Gare de Villeneuve-sur-Lot |                                                                                  |                                                                                  |                                                                                  |                                                                                  |                                                                                  |                                                                                  |                                                                                  |                                                                                  |
| 6     | Autre : - Arrêts non accessibles aux UFR : — - Fréquences (Heures Pointe/ Heures Creuses) : HP 59 min / HC 59 min - Particularités : 2h attente matin HC + 3h30 HC après midi seulement samedis et vacances étés - Date de dernière mise à jour : 28 août 2023. |                                                                                  |                                                                                  |                                                                                  |                                                                                  |                                                                                  |                                                                                  |                                                                                  |                                                                                  |
| 6     | Dernière actualisation : — |                                                                                  |                                                                                  |                                                                                  |                                                                                  |                                                                                  |                                                                                  |                                                                                  |                                                                                  |

### Lignes secondaires
Les lignes secondaires sont en service du lundi au vendredi en période scolaire
| Ligne | Parcours                                                                  | Ligne | Parcours                                                                    |
| ----- | ------------------------------------------------------------------------- | ----- | --------------------------------------------------------------------------- |
| S21   | Villeneuve-sur-Lot Les Muets - Villeneuve-sur-Lot Gare Routière           | S28   | Sainte-Livrade-sur-Lot Nombel - Villeneuve-sur-Lot Lycée Leygues            |
| S22   | Saint-Antoine-de-Ficalba Cressonnières - Villeneuve-sur-Lot Lycée Leygues | S29   | Villeneuve-sur-Lot Pech Pujot - Villeneuve-sur-Lot Courbiac                 |
| S23   | Villeneuve-sur-Lot Côte Rouge - Villeneuve-sur-Lot Gare Routière          | S31   | Pujols Croix de Jas - Casseneuil Ecole/Collèges                             |
| S24   | Bias Hameau de la Plaine - Villeneuve-sur-Lot Gare Routière               | S32   | Villeneuve-sur-Lot Soubirous - Casseneuil Ecole/Collèges                    |
| S25   | Bias Cité d'Astor - Villeneuve-sur-Lot Courbiac                           | S33   | Pujols Jeangilet - Casseneuil Ecole/Collèges                                |
| S26   | Hautefage-la-Tour Bourg - Villeneuve-sur-Lot Gare Routière                | S34   | Villeneuve-sur-Lot Espace Emploi - Sainte-Livrade-sur-Lot Lycée Restat      |
| S27   | Villeneuve-sur-Lot Lalande - Villeneuve-sur-Lot Bon Repos                 |       |                                                                             |
| *     |                                                                           |       |                                                                             |
| NS1   | Villeneuve-sur-Lot Gare Routière - Villeneuve-sur-Lot Courbiac            | NS3   | Villeneuve-sur-Lot Couffignal - Villeneuve-sur-Lot Lycée Leygues / Courbiac |
| NS2   | Villeneuve-sur-Lot Gare Routière - Villeneuve-sur-Lot Courbiac            | NS4   | Villeneuve-sur-Lot Gare Routière - Pujols M.F.R. Pujols                     |

### Elios à la demande
Elios à la demande est le service de transport à la demande réservé aux usagers ne disposant pas de ligne principale ou secondaire proche du domicile.
Accessible du lundi au samedi toute l’année (hors jours fériés), ce service fonctionne selon une plage horaire précise et sur réservation.
Un véhicule aux couleurs d’Élios vient chercher l'usager à l’arrêt convenu lors de la prise de rendez-vous et l'emmène vers un arrêt dit de rabattement.
L’arrêt de rabattement est au niveau de la «commune centre » du secteur, ce qui permet d’effectuer une correspondance et continuer le déplacement sur une ligne régulière du réseau Élios.

### Elios TPMR
Le service Élios TPMR (Transport de personnes à mobilité réduite) permet d’effectuer des déplacements de "porte à porte" (l’accompagnement au domicile n’est pas prévu) sur le territoire du Grand Villeneuvois avec un véhicule adapté et aux couleurs d’Élios.
Accessible du lundi au samedi toute l’année (hors jours fériés), ce service fonctionne selon une plage horaire précise et sur réservation.
Ce service est réservé aux personnes titulaires de la Carte d'invalidité (sans mention, avec mention "besoin d’accompagnement" ou mention "cécité"), ou aux personnes nécessitant une aide au déplacement momentanée si titulaires d’un certificat médical (précisant les dates des besoins).
Pour bénéficier de ce service, il faut constituer un dossier en réunissant les pièces justificatives et l'adresser à la Maison de la Mobilité :
- Une copie de la pièce d’identité,
- Une copie de la carte d’invalidité ou d'un certificat médical,
- Un justificatif de domicile de moins de 3 mois.

### Vélios
Le réseau Élios propose une offre complète de mise à disposition de vélos : à la journée, à la semaine ou au mois. Pour aller travailler ou se balader, le service de prêt Vélios est une solution active pour effectuer les déplacements.
Vélios dispose de vélos standards, pliants et aussi à assistance électrique (VAE). Implantée à la Maison de la Mobilité la station Vélios est facile d’accès puisque proche du centre-ville et ouverte du lundi au vendredi de 9h à 12h30 et de 14h à 18h.

## Exploitation

### Etat de parc
| Modèles                             | Numéros                                    | Années(mise en circulation) | Affectations | Fin de mise en circulation |
| ----------------------------------- | ------------------------------------------ | --------------------------- | ------------ | -------------------------- |
| Standards (05)                      |                                            |                             |              |                            |
| 2 Merdes-Benz Citaro                | FN-048-EM, FN-670-TM                       | 2022, 2023                  | 1,2,4,6      |                            |
| 3 Mercedes-Benz Citaro C2           | EF-112-ZJ EF-067-NT, EF-073-ZJ             | 2020                        | 1,2,4,6      |                            |
| 1 Mercedes-Benz Citaro              | 154-AWG-60                                 | 2020                        | 1,2,4        | 2023                       |
| 4 Heuliez bus GX327                 | DM-786-FK AH-212-NZ AH-237-NZ AH-264-NZ    | 2014                        | 1,2,4        | 2023 2020 2021             |
| Minibus (06)                        |                                            |                             |              |                            |
| 4 Vehixel Cytios Advance 4/34       | DF-451-VN, DF-820-VZ, DG-072-BA, DG-591-AZ | 2014                        | 1,2,3,4,5,6  |                            |
| 1 Fiat Dietrich City21              | DH-671-VM                                  | 2014                        | 1,2,3,4,5,6  |                            |
| 2 Renault Master II                 | BW-254-SK AG-657-ZZ                        | 2011                        | 1,2,3,4,5    | 2023 2020                  |
| \| 3 Iveco GAZ \| \| ----------- \| | GL-036-AL GL-966-AK GL-149-OP              | 2023                        | 1,2,3,4,6    |                            |
| 1 Mercedes Cityos                   | 157-TQ                                     |                             | 1,2,3,4,5    | 2021                       |
| 3 Iveco GAZ                         |                                            |                             |              |                            |

- Les Mercedes-Benz Citaro C2 ont été mis en service en septembre 2016 chez RCA (Rapides Côte d'Azur) puis transférés chez Transdev ATCRB en août 2019 avant d'arriver chez Transdev Urbain Grand Villeneuvois en septembre 2020.

Les Mercedes-Benz ont été mis en service fin 2022/ début 2023 à Villeneuve.

#### Anciens véhicules
- Les Heuliez GX 327 ont été mis en service en mai 2005 chez Transdev Alpes-Maritimes pour le réseau de l'Aéroport de Nice-Côte d'Azur avant d'arriver chez Villeneuve Mobilités en 2014.
- Le Heuliez GX 127 mis en service en juin 2008 est désormais affecté chez Transdev Urbain Libournais depuis 2015.
- Le Heuliez GX 77H mis en service en septembre 1998 à Montluçon a circulé chez Villeneuve Mobilités de 2009 à 2015.
- Les Renault Master II mis en service en 2014 à Villeneuve auront circulé le 657 jusqu'à début 2020 et le 254 jusqu'en 2023.

L'agence commerciale est situé à la Maison de la mobilité situé au 22 rue du Collège à Villeneuve-sur-Lot.
Au sein d'un même lieu, les usagers peuvent se renseigner sur l'offre de transports disponible au sein de la Communauté d'agglomération du Grand Villeneuvois, ainsi qu'acheter des billets SNCF.

### Dépôt
La Communauté d'agglomération du Grand Villeneuvois met à disposition de Transdev Urbain Grand Villeneuvois un dépôt pour l'entretien et le stationnement des véhicules situé dans la zone industrielle La Barbière au 8 Rue Paul Langevin à Villeneuve-sur-Lot.

## Chemin de fer
La réouverture de la gare ferroviaire de Villeneuve-sur-Lot, située sur l'ancienne ligne Penne - Tonneins, est envisagée en 2015. Le projet a depuis été abandonné, et remplacé par un renforcement de la ligne TER Agen - Villeneuve en car (Toutes les 30 minutes), moins onéreux.